# F.3.A.R.
F.3.A.R. (conosciuto precedentemente come F.E.A.R. 3) è un videogioco del tipo sparatutto in prima persona di genere survival horror, sequel di F.E.A.R. 2: Project Origin, sviluppato da Day 1 Studios per PlayStation 3, Xbox 360 e Microsoft Windows e pubblicato il 21 giugno 2011 in Nord America e il 24 giugno in Europa.

## Modalità di gioco
In F.3.A.R. è possibile controllare sia Apripista, il protagonista di F.E.A.R. e F.E.A.R. Extraction Point, sia il suo antagonista e fratello Paxton Fettel, in una sorta di co-op multiplayer divergente. Tra le novità apportate c'è inoltre un sistema di copertura.

## Sviluppo

Una scena del gameplay, con il personaggio Paxton Fettel

Il nuovo capitolo della saga è stato annunciato il 24 marzo 2010 con un'anteprima su una rivista spagnola. Successivamente, è stata confermata la presenza del regista John Carpenter (Halloween - La notte delle streghe, La Cosa e 1997: Fuga da New York) e dello sceneggiatore Steve Niles (30 giorni di buio), come consulenti per migliorare i molteplici aspetti spaventosi del gioco e per curare gli intermezzi filmati.
Il 9 aprile 2010 è stato pubblicato ufficialmente il primo trailer del gioco, realizzato in gran parte con materiale live action e con alcune brevi immagini tratte dal gioco. Il 19 maggio è stato pubblicato un secondo trailer, a cui, il 28 maggio, ha fatto seguito il terzo, insieme alle prime immagini del gioco.
Il 14 gennaio 2011 Warner Bros. Interactive Entertainment ha ufficializzato l'esistenza di una Collector's Edition di F.3.A.R.

## Trama
La trama di F.3.A.R. è composta da 8 capitoli chiamati intervalli.

### Intervallo 1: Prigione
Il protagonista si trova all'interno della prigione di Armacham ed è messo sotto torchio da due soldati dell'ATC, ma viene aiutato a liberarsi dall'anima del fratello, che lui stesso aveva ucciso sparandogli alla testa nel primo FEAR. Da un auricolare sente la voce di un componente dell'operativo FEAR Jin Sun-Kwon che dice di trovarsi a Fairport e chiede aiuto, quindi deve riuscire a fuggire dalla prigione e raggiungerla. Dopo l'ultimo scontro a fuoco con le guardie, viene preso da alcune allucinazioni, nel frattempo avviene un'esplosione che lo catapulta nella zona di scarico della prigione ed ancora una volta viene aiutato dal fratello a risalire per ritrovarsi nei bassifondi della prigione.

### Intervallo 2: Bassifondi
Point Man, questo il nome del protagonista, è determinato a trovare Jin e quindi deve trovare una via di ritorno a Fairport. Appena quasi uscito dalle fogne viene preso da una squadra di militari, ma viene aiutato a liberarsi dal fantasma della madre Alma. Uscito dalle fogne della prigione si ritrova per le strade della città, ma continuano gli scontri a fuoco con i militari dell'Armacham. Giunto sul tetto di un edificio, dopo aver combattuto contro un militare particolarmente forte, riesce a salire su un elicottero dei soldati e vola verso Fariport.

### Intervallo 3: Negozio
Mentre è in volo viene colpito da un'enorme esplosione che gli fa perdere il controllo dell'elicottero e senza sapere come si ritrova a terra all'interno di un centro commerciale semi distrutto e abbandonato. Dovrà cercare l'uscita di questo grande negozio e trovare la strada per raggiungere il centro di Fairport. Durante il percorso si imbatte con personaggi piuttosto aggressivi e si vedono i muri tappezzati di disegni fatti col sangue. Una volta uscito vede il fantasma di suo fratello e gli dice che secondo lui, quei disegni hanno un significato.

### Intervallo 4: Sobborghi
Point Man e Fettel si dirigono verso il cuore della città, dove si vedono gruppi di militari dell'Armacham che rastrellano la zona uccidendo chiunque. Proseguiranno attraversando le case cittadine semi distrutte notando quanta violenza è stata scatenata sui cittadini e sulle loro abitazioni. Point Man all'interno di una casa viene trascinato in un incubo dove vede un gioco per bambino in un prato e subito dopo si risveglia sentendo la voce di Jin che chiedeva aiuto. Il fratello che è li con lui gli dice di lasciar perdere la ragazza ma lui segue le indicazioni che lei gli dà via radio per raggiungerla. Dopo uno scontro a fuoco con i militari dove ci sarà anche la possibilità di fare da cecchino, troverà un'armatura robotica militare che potrà usare per proseguire. Per arrivare a Jin deve trovare una centrale di energia che troverà alla fine di un del sentiero di un parco, che sembrerebbe essere lo stesso posto dove erano cresciuti da piccoli lui e suo fratello. Trovata la centrale dovrà lasciare l'armatura, per entrare e trovare un tunnel si servizio. Dopo aver disattivato la centrale energetica, in fondo al tunnel trova Jin. Lei gli mostra un video dove si vede Becket, protagonista di FEAR II, dice di essere stato stuprato da Alma e adesso lei è incinta di lui. Il filmato termina con lui che viene trascinato via da due militari. Jin dice che tutte quelle esplosioni improvvise sono l'energia scatenata dalle contrazioni di Alma e per impedire la nascita bisogna raggiungere Becket.

### Intervallo 5: Torre
Ritornati in città insieme a Jin, vedono tutto il personale militare di Armacham che viene richiamato per un'evacuazione immediata ed esortato a dirigersi verso l'autorità aeroportuale. Secondo Jin, Becket è stato portato alla Torre di Fairport in attesa di essere evacuato con gli altri. Non fanno in tempo a organizzarsi che Jin viene rapita da dei cittadini oramai pervasi da follia pura. Dopo poco Jin riuscirà a liberarsi e si rimetterà in contatto con Point Man. I due dovranno vedersi alla base della torre. Proseguendo si vedono veri e propri scontri a fuoco tra i cittadini e i militari dell'Armacham. Più avanti, mentre le strade sprofondano a causa delle contrazioni di Alma, il protagonista si troverà a affrontare sia i suoi incubi sia le squadre militari Armacham. Si sente una voce ad un megafono che ordina i soldati a non evacuare se non prima di aver abbattuto tutti i superstiti anche i componenti della squadra FEAR. La stessa voce, dice di conoscere Point Man e riesce a catturare Jin usandola come esca per ucciderlo. Tra scontri a fuoco e cedimenti della terra, riesce a raggiungere la torre e le urla delle contrazioni di Alma si sentono sempre più forti e più vicine. Dopo l'ultimo scontro a fuoco ritrova Jin, la torre crolla e lui si trova proprio sotto, ma è il fratello che riesce a salvarlo. Jin comunque lo aiuta a salire su una capsula che lo dovrà condurre da Alma.

### Intervallo 6: Ponte
Nella capsula Lui è sempre con il fantasma di suo fratello che gli racconta che loro due sono stati sempre messi l'uno contro l'altro e gli chiede di schierarsi con lui e sua madre anche se afferma che probabilmente sarebbe in grado di ucciderlo nuovamente come la prima volta. A causa delle onde energetiche delle contrazioni di Alma, le capsule non riescono ad andare avanti e si schiantano. Adesso si trova su un ponte pieno di cabine di treni semi distrutte e deve cercare di arrivare al Sergente Becket che gli dirà dove trovare Alma. Una volta raggiunta la parte superiore del ponte, si troveranno a disposizione delle armature robotiche, più potenti di quella usata in precedenza, utili per abbattere militari appostati lungo il percorso ed anche elicotteri militari che cercheranno di fermarlo. Quasi alla fine del ponte una grande esplosione dovuta ad una più forte contrazione di Alma fa crollare tutto e lui cade dall'armatura robotica finendo in mare.

### Intervallo 7: Scalo
Raggiunta la riva lui e suo fratello arrivano all'aeroporto delle Autorità aeroportuali e devono sbrigarsi a trovare Becket prima che lo portino via. Nel tragitto devono difendersi da delle creature, che Fettel crede siano frutto della mente della madre, come se fossero dei ricordi. Proseguendo dentro l'aeroporto di Fairport si scontra anche con varie squadre di militari che hanno l'ordine di non farlo arrivare a Becket. Anche Jin si mette in contatto radiofonico con lui, cerca di raggiungerlo, ma dice di avere difficoltà perché le forze Armacham sono ovunque. Dopo una serie di scontri e aver abbattuto i guardiani che detenevano Becket finalmente lo incontrano. Lui è impaurito, inizialmente crede che Point Man è uno di Armacham ma appena lo guarda in lui rivede Alma. Per sapere tutto quello di cui Becket è a conoscenza Fettel prende possesso del corpo del sergente. Il fratello capisce che Becket è stato creato per essere come loro, ma in modo artificiale. Becket inizia a delirare e a dire di essere diventato un mostro, poi parlando a Point Man gli dice che Alma non è più sua madre e che non deve far nascere questo bambino, sostenendo che non c'è posto per lui al mondo. Becket incontra una morte orribile, implodendo a causa della possessione di Fettel.

### Intervallo 8: Reparto
Si rivedono delle scene dei due fratelli quando erano piccoli e mentre giocano insieme arriva Alma bambina e Fettel gli va subito incontro, mentre Point Man era diffidente. Poi si rivedono sempre bambini e Fettel dice che vuole farla pagare a Harlan Wade per tutti gli esperimenti che ha fatto su di loro. Quindi si vede che entrano nella casa di Wade decisi ad eliminare tutti quei brutti ricordi che hanno vissuto rinchiusi in quel reparto dove Harlan Wade sperimentava su di loro. Entrati nella casa Fettel fa notare a Point Man come erano osservati e studiati, quasi fossero topi da esperimento. Man mano che scopre i suoi più orribili ricordi deve distruggere degli oggetti presenti nel ricordo che rappresentano il ricordo stesso. Alla fine c'è da distruggere il ricordo di Harlan Wade, il più complicato in modo da riuscire a raggiungere Alma. Una volta sconfitto si vedrà lo stesso Wade ferito a morte dire che loro e Alma dovevano essere la sua stirpe invece si sono rivelati dei mostri. Point Man si ritrova con il fantasma di suo fratello in una sala adiacente a quella dove sta per partorire la loro madre. Per primo entra Fettel per assistere alla nascita subito dopo entra anche lui. Vedono la loro madre quasi in agonia che sta per partorire, Fettel in nome della famiglia dice di fare nascere il bambino, mentre Point Man sta per sparare alla pancia della madre. Allora Fettel lo ferma e i due hanno uno scontro dove lo stesso gli dice che non riuscirà a ucciderlo di nuovo facilmente. Alma deciderà la sorte dei due scegliendo il figlio prediletto.
- Scegliendo Point Man si vedrà lui sparare più volte in testa al fratello facendolo fuori, avvicinarsi alla madre e far nascere il neonato. Anche Alma scomparirà come Fettel e Point Man con bimbo si vedranno andare via insieme. Si sente anche Jin che ringrazia Point Man per aver fermato l'apocalisse anche in nome di tutti gli uomini, congratulandosi con lui per essere riuscito a portare a termine la sua missione.
- Scegliendo Fettel si vedrà lui entrare nel corpo di Point Man e far nascere il bambino, dicendo alla madre che aveva già pianificato tutto per questa nascita e poteva plasmarlo a suo piacimento col fatto di essere fratelli. Poi rivolgendosi alla madre le dice che lei ha qualcosa di cui lui ha bisogno e la sbrana assetato di sangue.

## Accoglienza
La rivista Play Generation diede alla versione per PlayStation 3 un punteggio di 83/100, apprezzando la campagna cooperativa e l'ambientazione che regalava più di un brivido e come contro le atmosfere meno inquietanti rispetto al prequel, il fatto che fosse lineare e poco spettacolare, finendo per trovarlo un titolo con un'ambientazione diversa dal solito e con molta azione per uno sparatutto solido e ricco di idee, con in più un interessante multiplayer.